# Hodopeus
Els hodopeus (en grec antic: ὁδοποιοί, hodopoioí) eren uns funcionaris públics a l'Antiga Atenes encarregats del manteniment de les vies i camins.
Se'n parla per primera vegada, encara que sense esmentar-ne el nom, en un fragment d'un poeta còmic de l'època de Pèricles, ara atribuït a Cratí d'Atenes. No es coneix res més d'aquest càrrec, que en temps d'Èsquines va ser substituït per uns altres funcionaris que gestionaven el Teòricon, que assumiren les seves funcions. Sembla, però, que només va ser un abús temporal que després es va corregir.